# Jodie Mack
Jodie Mack (Londres, 1983) es una cineasta experimental y artista visual de nuevos medios británico-estadounidense.

## Biografía
Nacida en Londres, Reino Unido, y establecida en Estados Unidos, Jodie Mack es una animadora experimental formada en cine, video y nuevos medios en la Universidad de Florida y en el School of the Art Institute de Chicago. En la actualidad (2021) da clases de animación en el Dartmouth College y fue becaria en el Film Study Center de la Universidad Harvard.
Combinando técnicas formales y estructuras de animación abstracta/absoluta con las de los géneros cinematográficos, sus películas artesanales utilizan el collage para explorar la relación entre el cine gráfico y la narración, la tensión entre la forma y el significado. Sus filmes estudian materiales domésticos y reciclados para iluminar elementos compartidos por la abstracción de las bellas artes y el diseño gráfico producido en masa. Cuestionando el rol que desempeña la decoración en la vida cotidiana, estas piezas desatan la energía cinética de objetos ignorados y desechados.
Rodadas en 16 mm, las películas se han exhibido en múltiples festivales, como el Festival de Cine de Ann Arbor, el Internacional de Róterdam, el de Edimburgo o en la sección «Views From the Avant Garde» del Festival de Cine de Nueva York. Ha presentado su obra en programas individuales en centros como Anthology Film Archives, Los Angeles Filmforum, REDCAT, British Film Institute o Flaherty Seminar y su trabajo ha aparecido en distintas publicaciones como Artforum o The New York Times. En 2013 recibió el premio Marion McMahan del Images Festival de Toronto.